# Außenwirtschaft Austria
Die Außenwirtschaft Austria (offizielle Schreibweise AUSSENWIRTSCHAFT AUSTRIA, international Advantage Austria) ist die Internationalisierungs- und Innovationsagentur der österreichischen Wirtschaft mit Sitz in Wien und Büros in rund 100 Städten weltweit.
Organisatorisch gesehen handelt es sich um eine Abteilung der Wirtschaftskammer Österreich. Ihr obliegt die Umsetzung des gesetzlichen Auftrags zur Außenwirtschaftsförderung Österreichs. Die Büros im Ausland unterhalten Kontakte mit den Behörden und anderen öffentlichen Stellen der jeweiligen Länder, in denen sie aktiv sind und knüpfen Kontakte zwischen österreichischen Unternehmen und potenziellen Kunden im jeweiligen Land.

## Aufgaben und Organisation
Vorrangige Aufgabe ist die Unterstützung österreichischer Unternehmen bei deren Auslandsgeschäften durch Beratung und Information. Dazu betreibt die Außenwirtschaft Austria ein weltweites Netz von Vertretungsstellen. Diese Büros im Ausland heißen seit Jänner 2011 AußenwirtschaftsCenter und AußenwirtschaftsBüros (früher: Außenhandelsstellen bzw. Zweigstellen) und werden von Wirtschaftsdelegierten (früher: Handelsdelegierten) geleitet.
Die Wirtschaftsdelegierten sind in den meisten Gastländern als Diplomaten akkreditiert, die AußenwirtschaftsCenter sind protokollmäßig den jeweiligen Botschaften angegliedert (typischerweise Handelsabteilung der österreichischen Botschaft).
Leiter ist seit September 2017 Michael Otter, der Walter Koren nachfolgte.
Im Ausland tritt die Außenwirtschaft Austria unter dem Markennamen Advantage Austria auf. Bis 21. Juni 2012 war der offizielle Markenname Außenwirtschaft Österreich.